# Table des caractères Unicode (D0000-D0FFF)
Cette page contient des caractères spéciaux ou non latins. S’ils s’affichent mal (▯, ?, etc.), consultez la page d’aide Unicode.
Cette page décrit la liste des caractères Unicode codés de U+D0000 à U+D0FFF en hexadécimal (851 968 à 856 063 en décimal).

## Sous-ensembles
Cette portion fait partie du plan 13 et n'est pas encore attribuée.
La liste suivante montre les sous-ensembles spécifiques de cette portion d’Unicode.
| Sous-ensemble | Réservés | Réservés | Décimal | Décimal |
| Sous-ensemble | Début    | Fin      | Début   | Fin     |
| ------------- | -------- | -------- | ------- | ------- |
| —             | D0000    | DFFEF    | 851 968 | 917 487 |